# Districtul Ebersberg
Districtul Ebersberg este un district rural (germană: Landkreis) din regiunea administrativă Bavaria Superioară, landul Bavaria, Germania.

## Orașe și comune
| orașe 1. Ebersberg (11.065) 2. Grafing bei München (12.477) | comune 1. Anzing (3.593) 2. Aßling (4.257) 3. Baiern (1.482) 4. Bruck (1.202) 5. Egmating (1.966) 6. Emmering (1.393) 7. Forstinning (3.389) 8. Frauenneuharting (1.438) 9. Glonn, Markt (4.341) 10. Hohenlinden (2.758) 11. Kirchseeon (9.224) 12. Markt Schwaben (10.969) 13. Moosach (1.390) 14. Oberpframmern (2.143) 15. Pliening (4.962) 16. Poing (11.885) 17. Steinhöring (3.815) 18. Vaterstetten (21.155) 19. Zorneding (8.507) |